# Blimbing (Gatak)
Blimbing is een bestuurslaag in het regentschap Sukoharjo van de provincie Midden-Java, Indonesië. Blimbing telt 5038 inwoners (volkstelling 2010).